# ورزش معلولین

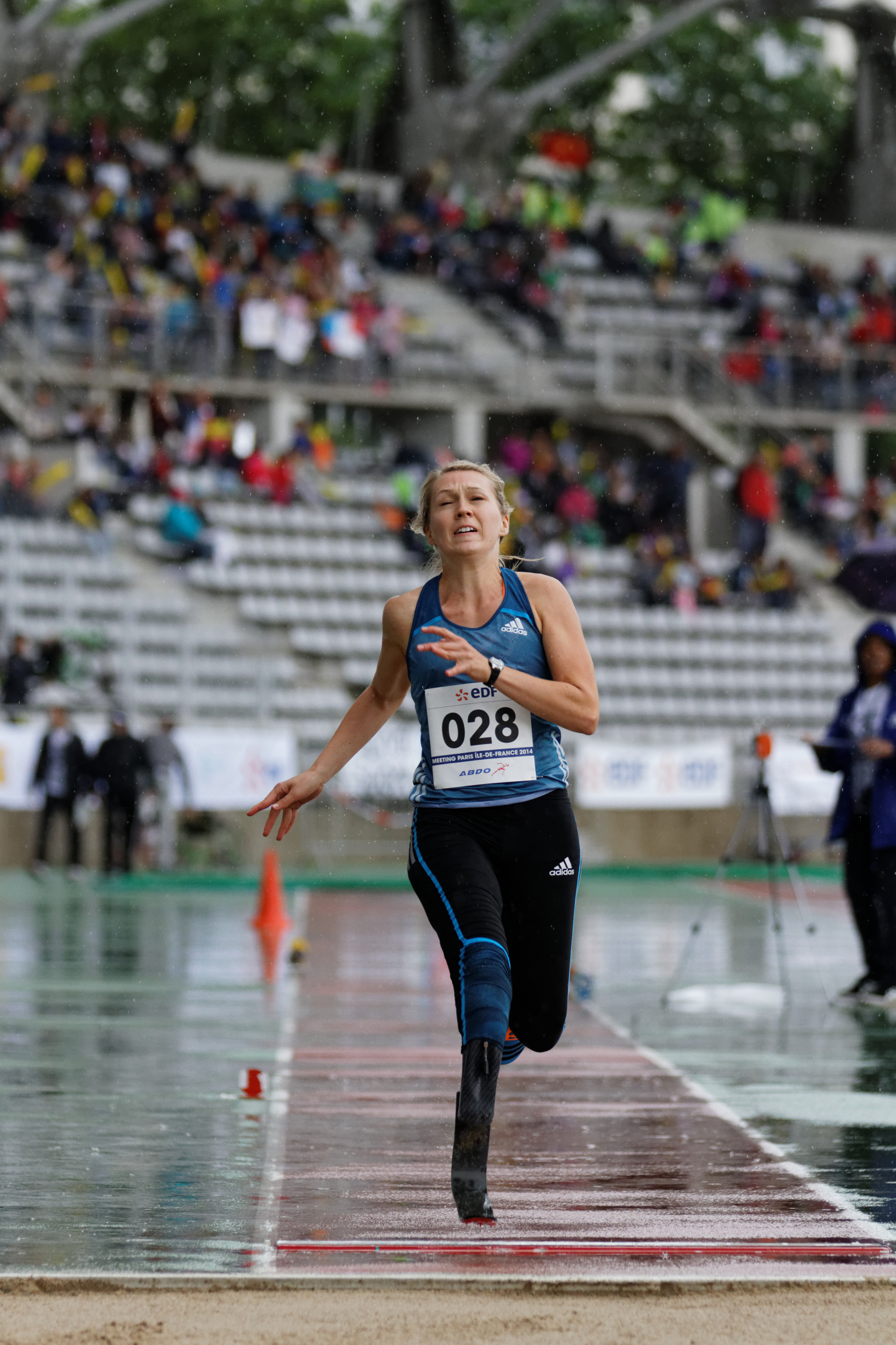
آیریس پرویسن (Iris Pruysen) در مسابقات پرش طول پارالمپیک

ورزش معلولان، ورزشی است که توسط افراد دارای معلولیت، از جمله معلولیت‌های جسمی و ذهنی انجام می‌شود. برخی از ورزش‌های معلولان شکل‌های تغییریافته‌ای از ورزش‌های افراد غیر معلول هستند، در حالی که برخی دیگر به‌طور خاص برای افراد دارای معلولیت ایجاد شده‌اند و معادل غیر معلولی ندارند. معلولیت در چهار دسته وجود دارد: جسمی، ذهنی، دائمی و موقت. در سطح رقابتی، طبقه‌بندی‌های ورزشی معلولیت برای اجازه دادن به افراد با توانایی‌های متفاوت برای مواجهه با مخالفان مشابه اعمال می‌شود.
نیاز به ورزش و تأثیر سلامتی آن در افراد معلول بسیار بیشتر از افراد سالم احساس می‌شود. ورزش، معلول را به سطح جامعه می‌کشاند و آنان را مستقل می‌سازد، افراد معلول در سطح وسیعی در فعالیت‌های اجتماعی و مسابقات شرکت دارند و هویت خود را به جامعه شناسانده‌اند.
ورزش سازمان‌یافته برای ورزشکاران دارای معلولیت معمولاً به سه گروه معلولیت گسترده تقسیم می‌شود: ناشنوایان، افراد دارای معلولیت جسمی و افراد دارای معلولیت ذهنی. هر گروه تاریخچه، سازمان، برنامه مسابقات و رویکرد متمایزی نسبت به ورزش دارد.

### اختلال شنوایی
مسابقات رسمی بین‌المللی در ورزش ناشنوایان با بازی‌های خاموش پاریس در سال ۱۹۲۴ آغاز شد که توسط کمیته بین‌المللی ورزش ناشنوایان (CISS) برگزار شد. این بازی‌ها به المپیک ناشنوایان مدرن تبدیل شدند که توسط CISS اداره می‌شود. CISS بازی‌های جداگانه‌ای برای ورزشکاران ناشنوا بر اساس تعداد آنها، نیازهای ارتباطی ویژه آنها در زمین ورزشی و تعامل اجتماعی که بخش حیاتی ورزش است، برگزار می‌کند.

### معلولیت ذهنی
ورزش برای افراد دارای معلولیت ذهنی در دهه ۱۹۶۰ از طریق جنبش المپیک ویژه آغاز شد. این از مجموعه‌ای از اردوهای تابستانی که توسط یونس کندی شرایور برگزار می‌شد، از سال ۱۹۶۲ آغاز شد. در سال ۱۹۶۸ اولین المپیک ویژه بین‌المللی در شیکاگو برگزار شد. امروزه، المپیک ویژه آموزش و رقابت در رشته‌های مختلف ورزشی را برای افراد دارای معلولیت ذهنی فراهم می‌کند.
در سال ۱۹۸۶، فدراسیون بین‌المللی ورزش برای افراد دارای معلولیت ذهنی (INAS-FID) برای حمایت از مسابقات نخبه برای ورزشکاران دارای معلولیت ذهنی تشکیل شد. این در تضاد با رویکرد مشارکت بیشتر، «ورزش برای همه» المپیک ویژه ایجاد شد. برای مدتی، ورزشکاران دارای معلولیت ذهنی در بازی‌های پارالمپیک شرکت می‌کردند. پس از یک رسوایی تقلب در پارالمپیک تابستانی ۲۰۰۰، جایی که تعدادی از ورزشکاران شرکت‌کننده در مسابقات معلولیت ذهنی معلوم شد که معلول نیستند، ورزشکاران INAS-FID از مسابقات پارالمپیک محروم شدند، اما این ممنوعیت از آن زمان برداشته شد.

### معلولیت جسمی
ورزش سازمان‌یافته برای افراد دارای معلولیت جسمی در اوایل سال ۱۹۱۱ وجود داشت، زمانی که «المپیاد معلولان» در ایالات متحده آمریکا برگزار شد. یکی از ورزشکاران موفق، والتر ویلیام فرانسیس، یک ولزی بود که قهرمانی دو و میدانی و کشتی را به دست آورد. بعدها، رویدادها اغلب از برنامه‌های توانبخشی توسعه یافتند. پس از جنگ جهانی دوم، در پاسخ به نیازهای تعداد زیادی از اعضای سابق خدمات و غیرنظامیان مجروح، ورزش به عنوان بخش کلیدی توانبخشی معرفی شد. ورزش برای توانبخشی به ورزش تفریحی و سپس به ورزش رقابتی تبدیل شد. پیشگام این رویکرد سر لودویگ گوتمن از بیمارستان استوک مندویل در انگلستان بود. در سال ۱۹۴۸، در حالی که بازی‌های المپیک تابستانی ۱۹۴۸ در لندن برگزار می‌شد، او یک مسابقه ورزشی برای ورزشکاران ویلچری در استوک مندویل ترتیب داد. این سرآغاز بازی‌های استوک مندویل بود که هم بازی‌های جهانی IWAS و هم بازی‌های پارالمپیک از آن تکامل یافتند. اولین بازی‌های رسمی پارالمپیک که همزمان نهمین بازی‌های بین‌المللی استوک مندویل بودند ('بین‌المللی' زمانی اضافه شد که پرسنل خدمات هلندی برای اولین بار در سال ۱۹۵۲ در بازی‌ها شرکت کردند) در سال ۱۹۶۰ در رم برگزار شد. دومین، سومین و چهارمین بازی‌های پارالمپیک به‌طور همزمان سیزدهمین، هفدهمین و بیست و یکمین بازی‌های بین‌المللی استوک مندویل بودند.
ورزش معلولان در اواخر دهه ۱۹۶۰ در ایالات متحده از طریق سازمان ورزش معلولان آمریکا (Disabled Sports USA) سازماندهی شد. این سازمان در سال ۱۹۶۷ توسط جانبازان نظامی معلول، از جمله جیم وینترز، برای کمک به توانبخشی سربازان مجروح بازگشته از ویتنام تأسیس شد و در ابتدا انجمن ملی اسکی بازان قطع عضو نام داشت. در سال ۱۹۷۰، هال اولیری مرکز ملی ورزش معلولان (NSCD) را در پارک زمستانی در کلرادو تأسیس کرد. امروزه NSCD دارای ۱۹ مربی معتبر و بیش از ۱۰۰۰ داوطلب است. ورزش معلولان آمریکا به یکی از بزرگ‌ترین سازمان‌های ملی چند ورزشی و چند معلولیتی در ایالات متحده تبدیل شده است که سالانه به بیش از ۶۰ هزار جنگجوی مجروح، جوان و بزرگسال خدمت می‌کند.
در سال ۱۹۷۵، بازی‌های پارالمپیک گسترش یافت و شامل افراد دارای قطع عضو و اختلالات بینایی شد. افراد دارای فلج مغزی از سال ۱۹۸۰ مجاز به رقابت شدند.
از سال ۱۹۸۸، کمیته بین‌المللی المپیک تصمیم گرفت ورزش معلولان (معلولیت‌های جسمی) را تأیید کند و آن را به عنوان بخشی از بازی‌ها بگنجاند: برگزاری بازی‌های پارالمپیک بلافاصله پس از بازی‌های المپیک انجام می‌شود. این برنامه‌ریزی به تقویت علاقه بیشتر به ورزش معلولان کمک می‌کند. تحقیقی که در یک وب‌سایت سوئیسی منتشر شده است، نشان می‌دهد که فدراسیون‌های ورزشی بین‌المللی بیشتری ورزشکاران معلول را نسبت به سایر ورزشکاران مرد یا زن فهرست می‌کنند.
در سال ۲۰۰۶، بازی‌های Extremity برای قطع عضو یا تفاوت اندام برای رقابت در ورزش‌های مخاطره‌آمیز تشکیل شد. کالج پارک اینداستریز، تولیدکننده پای مصنوعی، این رویداد را سازماندهی کرد تا به ورزشکاران قطع عضو مکانی برای رقابت در این ژانر ورزشی به‌طور فزاینده محبوب بدهد که به آن ورزش‌های شدید نیز می‌گویند. این رویداد سالانه که در تابستان در اورلاندو برگزار می‌شود، شامل مسابقات اسکیت بورد، ویک‌بورد، سنگ نوردی، دوچرخه‌سواری در کوهستان، موج‌سواری، موتو کراس و کایاک سواری می‌شود. سازمان‌های مختلفی مانند Paradox Sports برای کمک به توانمندسازی و الهام بخشیدن به افراد معلول از طریق تجهیز و استقبال از آنها در جامعه ورزش‌های شدید پدید آمده‌اند.
همچنین در سال ۲۰۰۶، فدراسیون بین‌المللی فوتبال با صندلی چرخدار برقی (FIPFA) و انجمن فوتبال برقی ایالات متحده (USPSA) برای استانداردسازی قوانین بازی و ترویج یکی از معدود ورزش‌های تیمی رقابتی برای کاربران صندلی چرخدار موتوری - فوتبال با صندلی چرخدار برقی (یا فوتبال برقی) تشکیل شدند.
در سال ۲۰۰۷، گروهی از ورزشکاران، مربیان، داوطلبان و والدین مستقر در سن دیگو از المپیک ویژه جنوب کالیفرنیا جدا شدند تا کنترل محلی بر برنامه‌های ورزشی معلولان را به دست آورند. این گروه - ورزش برای ورزشکاران استثنایی (S4EA) - به افراد دارای معلولیت‌های رشدی در محدوده سنی ۵ سال تا بزرگسالان خدمت می‌کند. S4EA با ترکیب افراد دارای معلولیت و بدون معلولیت، امیدوار است که ورزشکاران شرکت‌کننده از طریق ورزش‌های مشترک و فعالیت‌های تفریحی در جوامع تحت پوشش S4EA با یکدیگر تعامل داشته باشند و پیوندهای دوستی پایدار ایجاد کنند. اگرچه تمرکز این سازمان در درجه اول شهرستان سن دیگو، کالیفرنیا است، S4EA از این پایگاه به برنامه‌های ماهواره‌ای در ونچورا، کالیفرنیا و تموکولا، کالیفرنیا گسترش یافته است.
در حال حاضر، ورزش‌های پارالمپیک توسط کمیته بین‌المللی پارالمپیک، همراه با طیف وسیعی از سازمان‌های بین‌المللی ورزشی دیگر اداره می‌شود.
امروزه فرصت‌های ورزشی زیادی در سراسر ایالات متحده برای اعضای مجروح سرویس‌ها از جمله دوچرخه‌سواری، تیراندازی، تنیس و بسکتبال با ویلچر، دو و میدانی، ورزش‌های آبی تطبیقی و اسکی روی برف وجود دارد. برنامه جنگجویان مجروح ارتش، والیبال نشسته را به اعضای مجروح سرویس‌ها ارائه می‌دهد و برخی از سازمان‌ها علاوه بر خود اعضا، فرصت‌های ورزشی را به خانواده و دوستان اعضای مجروح خدمات نیز ارائه می‌دهند. دو رویداد چند ورزشی به سبک پارالمپیک منحصراً برای پرسنل و جانبازان مجروح، زخمی یا بیمار نیروهای مسلح وجود دارد: بازی‌های جنگجو در ایالات متحده و بازی‌های Invictus که در بریتانیا سرچشمه می‌گیرد.

## ورزش‌ها
ورزش‌های زیادی برای افراد دارای معلولیت‌های مختلف تطبیق داده شده‌اند، و برخی ورزش‌ها نیز به‌طور خاص برای این افراد طراحی شده‌اند، مانند گل‌بال. در هر رشته ورزشی، سطوح مختلفی از رقابت وجود دارد و همه ورزش‌ها در پارالمپیک برگزار نمی‌شوند. بسیاری از افراد دارای معلولیت در خارج از چارچوب مسابقات رسمی به ورزش می‌پردازند.
ورزش‌های معلولان به جامعه کمک می‌کنند تا درک بهتری از معلولیت داشته باشند و به کاهش انگ‌های مرتبط با آن کمک می‌کنند.
شواهد نشان می‌دهد که تمرین عضلات تنفسی (IMT) می‌تواند آمادگی هوازی، عملکرد تنفسی و کیفیت کلی زندگی ورزشکاران معلول را بهبود بخشد. به‌خصوص، این تمرین می‌تواند به کاهش تنگی نفس هنگام فعالیت کمک کند. ورزشکاران معلولی که به‌طور مداوم تمرین می‌کنند، در درازمدت شاهد افزایش حجم تنفسی، بهبود عملکردهای شناختی و افزایش سرعت واکنش خود خواهند بود. با این حال، در کنار این مزایا، زندگی ورزشی حرفه‌ای برای این ورزشکاران چالش‌هایی نیز به همراه دارد.
از اواخر دهه ۱۹۸۰ و اوایل دهه ۱۹۹۰، تلاش‌هایی برای ادغام ورزشکاران معلول در سیستم ورزشی افراد غیر معلول صورت گرفت. این تلاش‌ها شامل اضافه کردن رویدادهای ورزشی برای معلولین در مسابقات مهمی مانند المپیک و بازی‌های مشترک‌المنافع، و همچنین ادغام این ورزشکاران در سازمان‌های ورزشی افراد غیر معلول بود. از سال ۱۹۸۴، رویدادهای نمایشی برای ورزشکاران پارالمپیک در المپیک برگزار می‌شود، اما هنوز رویدادهای مدال‌آور برای آن‌ها وجود ندارد و حضور ورزشکاران معلول در المپیک همچنان مورد بحث است.
در بازی‌های مشترک‌المنافع، ورزشکاران معلول از سال ۱۹۹۰ به‌طور کامل در تیم‌های ملی خود شرکت می‌کنند و این بازی‌ها به اولین رویداد چند ورزشی بین‌المللی کاملاً فراگیر تبدیل شده‌اند. همچنین، ورزشکارانی مانند ناتالی دو تویت و اسکار پیستوریوس در مسابقات مختلف، از جمله المپیک، با ورزشکاران غیر معلول رقابت کرده‌اند. در سال ۲۰۱۳، فیفا تصمیم گرفت که مارتین هوفباوئر، بازیکن فوتبال اتریشی که پای خود را به دلیل سرطان از دست داده بود، می‌تواند با استفاده از پروتز به بازی فوتبال ادامه دهد.
مطالعات نشان می‌دهد که نظریه خودمختاری می‌تواند انگیزه ورزشکاران معلول برای شرکت در مسابقات سطح بالا را توضیح دهد. این نظریه به ویژه در مورد ورزشکاران دارای معلولیت ذهنی یا رشدی تأیید شده است. با این حال، همچنان تحقیقات در مورد انگیزه‌های شرکت در مسابقاتی مانند المپیک ویژه و پارالمپیک ادامه دارد.
برای افزایش مشارکت افراد دارای معلولیت در ورزش، می‌توان از راهکارهایی مانند تغییر قوانین یا تطبیق فعالیت‌ها برای هر فرد استفاده کرد. همچنین، تأکید بر جنبه‌های غیررقابتی ورزش می‌تواند مشارکت این افراد را افزایش دهد.
وقتی کودکان دارای معلولیت ذهنی در کنار کودکان غیر معلول ورزش می‌کنند، بیشتر در ورزش‌های رایج شرکت می‌کنند، فعالیت بدنی بیشتری دارند و تعاملات اجتماعی آن‌ها بهبود می‌یابد. در این برنامه‌ها، حمایت‌های مختلفی مانند حمایت مستقیم مربیان و سایر ورزشکاران، حمایت غیرمستقیم والدین و حتی حمایت حیوانات خانگی آموزش‌دیده (مانند سگ‌های درمانی) برای این کودکان ضروری است. همچنین، فعالیت‌ها باید با توجه به توانایی‌های مختلف کودکان اصلاح شوند و تمرکز بر جنبه‌های غیررقابتی ورزش می‌تواند مشارکت را آسان‌تر کند.

## ورزش‌های متحد
ورزش‌های متحد به تیم‌هایی گفته می‌شود که از ورزشکاران با توانایی‌های مختلف تشکیل شده‌اند. از دهه ۱۹۹۰، المپیک ویژه با برگزاری ورزش‌های متحد، مشارکت اجتماعی را ترویج می‌کند. این برنامه در سطح جهانی گسترش یافته و اکنون بیش از ۷۰۰ هزار ورزشکار در ۱۲۷ کشور جهان در آن شرکت می‌کنند. هدف اصلی ورزش‌های متحد این است که تمرین و بازی در کنار هم، راهی سریع برای ایجاد دوستی و درک متقابل است.
NBA از حامیان اصلی ورزش‌های متحد است و هر ساله در طول آخر هفته NBA All-Star، بازی بسکتبال متحد NBA Cares Special Olympics را برگزار می‌کند. شرکت والت دیزنی، ESPN و المپیک ویژه نیز در حال اجرای یک طرح جهانی دوساله هستند که از قدرت ورزش برای ترویج مشارکت و پذیرش اجتماعی استفاده می‌کند.
همچنین، رانندگان معلول در مسابقات اتومبیل‌رانی در کنار رانندگان غیر معلول شرکت می‌کنند. به عنوان مثال، الکس زاناردی، البرتو لورا، کلی رگاتزونی و جیسون وات از جمله رانندگان معلولی هستند که در این مسابقات شرکت کرده‌اند.